# Swans Retreat Lagoon
Die Swans Retreat Lagoon ist ein See im Grey District der Region West Coast auf der Südinsel von Neuseeland.

## Geographie
Die Swans Retreat Lagoon befindet sich direkt angrenzend am nordöstlichen Teil des Lake Brunner / Moana 1,65 km südlich des Ortes Moana, der direkt am Lake Brunner liegt. Die Lagune, fast der Form eines Parallelogramms gleich, umfasst eine Fläche von 12 Hektar und besitzt einen Umfang von 1,99 km. In einer Linie von Südwest nach Nordost erstreckt sich das Gewässer über eine Länge von 700 m und misst an seiner breitesten Stelle 395 m.
Die Lagune besitzt keine erkennbaren Zuflüsse, hat aber an der nordnordöstlich Seite eine 90 m breite, mit Felsen durchsetze Öffnung zum Lake Brunner und befindet sich deshalb mit dem See auf einer gleichen Seehöhe.